# Leptodon longisetus
Leptodon longisetus là một loài Rêu trong họ Leptodontaceae. Loài này được Mont. mô tả khoa học đầu tiên năm 1840.